# Johan Didrik af Wingård
Johan Didrik af Wingård, född 14 november 1778 i Stockholm, död där 21 februari 1854, var en svensk ämbetsman, landshövding, statsråd, militär och tecknare.

## Biografi
Johan af Wingård var son till biskopen Johan Wingård och Fredrika af Darelli, och från 1810 gift Fredrika Björnbergh samt bror till Carl Fredrik af Wingård. Han blev överstelöjtnant och chef för artilleristaben 1813 samt avslutade sin militära karriär 1815. Wingård var landshövding i Värmlands län 1815–1840.
Mot sin vilja inkallades han, på sin brors önskan, som chef för Finansdepartementet 1840. Han blev konsultativt statsråd 1842, och fick avsked 1843. Han utgav 1846 till 1850 sina memoarer i 12 band. Detta memoarverk anses i Svensk Uppslagsbok från 1940, vara mycket underhållande, men emellertid föga trovärdigt. Han adlades 1799 för faderns förtjänster med namnet af Wingård. Vid sidan av sina uppdrag var han verksam som målare och tecknare och var enligt Fredrik Boije en stor konstälskare och skicklig tecknare. Wingård är representerad vid Uppsala universitetsbibliotek med en rödkritsteckning av ett Studiehuvud av en skäggig man.   
Med honom utslocknade ätten af Wingård på svärdssidan. Han är begraven på Tölö kyrkogård.